# Barbara Wootton
Barbara Wootton, Baroness Wootton of Abinger (geborene Adam; * 14. April 1897 in Cambridge; † 11. Juli 1988), war eine britische Soziologin, Wirtschaftswissenschaftlerin und Kriminologin.

## Leben
Wootton ist die Tochter des Altphilologen James Adam und dessen Frau Adela Marion Adam und die Schwester des Chemikers Neil Kensington Adam FRS (* 6. November 1891 in Cambridge; † 19. Juli 1973 in Southampton).
Nach anfänglichem Studium der klassischen Sprachen wechselte sie zu den Wirtschaftswissenschaften. Ab 1920 hielt sie als erste weibliche Dozentin Vorlesungen an der Universität Cambridge. 1948 wurde sie Professorin an der Universität London.
1959 bis 1964 war sie Präsidentin der British Sociological Association.
Sie wurde 1958 geadelt. 1985 verlieh ihr die Universität Cambridge die Ehrendoktorwürde.

## Schriften (Auswahl)
- Das Dilemma der verheirateten Frau. in: "Neue Auslese (aus dem Schrifttum der Gegenwart)" Jg. 3, H. 1, Jan. 1948, Hg. Alliierter Informationsdienst o. O., S. 30–34
- Lament for Economics (1938)
- End Social Inequality (1941)
- Freedom Under Planning (1945)
- Social Science and Social Pathology (1959)
- Crime and the Criminal Law (1964)
- Incomes Policy (1974)